# Уйгур-Маджидов, Маннон
Манно́н Уйгу́р (настоящая фамилия — Маджи́дов; 1897—1955) — узбекский советский режиссёр, актёр, драматург. Один из основателей узбекского советского театра. Народный артист Узбекской ССР (1932).

## Биография
Родился 11 октября 1897 года в Ташкенте.
Сценическую деятельность начал в 1916 году как любитель-актёр в труппе «Турон» (Ташкент). В 1919 году организовал и возглавил узбекскую профессиональную труппу имени Карла Маркса (Ташкент), участвовал в спектаклях как актёр. В 1924—1927 годах учился в Москве в драматической студии при Узбекском доме просвещения.
По окончании студии вошёл в состав Театра имени Хамзы, был режиссёром и худруком этого театра. Внёс вклад в создание реалистической узбекской актёрской школы. Спектакли, поставленные Уйгуром, отличались точностью социальных характеристик, ярким национальным колоритом, выразительностью мизансцен. Особое внимание он уделял работе над сценической речью. Уйгур написал комедии («Туркестанский лекарь», 1918, и др.), переводил пьесы с азербайджанского и татарских языков. Вел педагогическую работу в Ташкентском театрально-художественном институте.
Умер 16 октября 1955 года. Похоронен в Ташкенте на Чигатайском кладбище.

## Творчество

### Актёрские работы
- «Туркестанский лекарь» М. Уйгура — Эшимкул
- «Бай и батрак» Хамзы— Гафур
- «Халима» Г. Зафари — Рахим

### Режиссёрские работы
- 1919 — «Бай и батрак» Хамзы
- 1920 — «Халима» Г. Зафари
- 1929 — «Два коммуниста» К. Яшена
- 1932 — «Маска сорвана» З. Р. Фатхуллина; «Сожжём» К. Яшена
- 1935 — «Гамлет» Шекспира
- 1938 — «Предатели» З. Р. Фатхуллина
- 1944 — «Джалалетдин» Шейхзаде
- 1947 — «Песня жизни» Уйгуна; «Алишер Навои» И. А. Султанова и Уйгуна
- 1954 — «Мукими» С. Абдуллы

## Награды и премии
- народный артист Узбекской ССР (1932)
- Сталинская премия второй степени (1949) — за постановку спектакля «Алишер Навои» Уйгуна и И. А. Султанова[1]
- орден Ленина (06.12.1951)[2]
- орден Трудового Красного Знамени (08.02.1936)[3]
- Два ордена «Знак Почёта» (31.05.1937) — за выдающиеся заслуги в деле развития узбекского музыкального и танцевального искусства[4] и 24.03.1945[5])
- орден «Буюк хизматлари учун» (2001) — посмертно[6]

## Память
- в настоящее время один из проездов улицы Ташкента носит имя Маннона Уйгура[7].